# ツーハイブリッド法

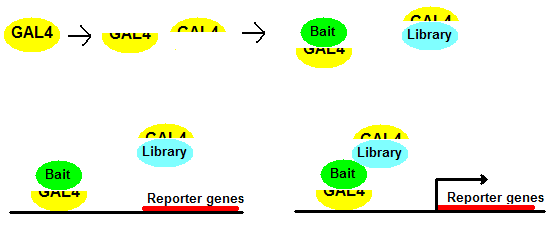
Two-hybrid法の模式図

ツーハイブリッド法（ツーハイブリッドほう、two-hybrid法）とはタンパク質間相互作用やタンパク質-DNA間相互作用を調べる手法の一つ。出芽酵母 Saccharomyces cerevisiae を用いた yeast two-hybrid (Y2H) system が最初に構築された。生物種を酵母から大腸菌にかえたり、GAL4の代わりにLexAを用いる、Rasシグナル経路を用いる、など様々な改変型手法がある。
原法では転写活性化因子であるGAL4タンパク質のDNA結合ドメインとアクティベータドメインが分離可能であることを利用している。GAL4のDNA 結合ドメイン (DBD) はUASG (Upstream Activatin Sequences for galactose) と呼ばれる塩基配列に結合するという機能を持つ。一方、酸性アミノ酸に富んだカルボキシル末端のアクティベータドメイン (AD) は転写因子の会合を促進し、転写を促進する機能を持つ。ここで、GAL4DBDと任意のタンパク質Aを融合タンパク質として発現させ、同時に同じ細胞内でアクティベータドメインとタンパク質Bを融合タンパク質として発現させる。タンパク質Aとタンパク質Bが相互作用しないならDNA結合ドメインと転写活性化ドメインは近接せず、タンパク質Aとタンパク質Bが相互作用をするなら、GAL4 DNA結合ドメインとアクティベータドメインが近接することになる。後者のとき、UASGを上流にもつレポーター遺伝子が酵母細胞に導入されていれば、その発現量が上昇し、これによってタンパク質Aとタンパク質Bの相互作用の有無あるいは強度を検定できる。このようにして二種のタンパク質間の相互作用や、さらには相互作用に関わるドメインの推測、また重要なアミノ酸の検討などを行うことができる。魚釣りに見立ててGAL4DBD-融合タンパク質をbait（釣り餌）、AD-融合タンパク質をprey（餌食）と呼ぶ。
in vitro（試験管内）で純粋に2種のタンパク質のみ存在する条件化で相互作用を検討する場合に比べ、真核生物の細胞を用いることはより生体内に近い条件と考えられる。しかし擬陽性も多く見られ、免疫沈降法やプルダウンアッセイなど他の手法も用いて検討する必要がある。一方で、一度に多数の検定を行うことができるため、スクリーニングに用いられることが多い。
Two hybridスクリーニングでは、タンパク質Bのソースとして発現ライブラリーを用いる。つまり興味ある遺伝子産物をAとし、その相方を求めてライブラリーをスクリーニングし新規のタンパク質を探索することが広く行われた。さらに規模を拡大して、ある生物種におけるある一群のタンパク質あるいは全タンパク質をAとし、タンパク質間相互作用のネットワークを描き出すような試みも成されている。このような作業はポストゲノムシークエンスと呼ばれる20世紀末から21世紀前半にかけての時代に、プロテオーム解析などと呼ばれることとなる。